# Anatol Michnawiec
Anatol Michnawiec (biał. Анатоль Міхнавец; ur. 7 lipca 1975 roku) – białoruski działacz polityczny i społeczny aktywny na Białorusi i w Polsce, prezes polskiego stowarzyszenia Związek na rzecz Demokracji w Białorusi, przewodniczący organizacji Białoruska Pamięć Narodowa i Członek Rady białoruskiej partii politycznej Białoruska Chrześcijańska Demokracja.

## Życiorys
W 2010 roku był członkiem Białoruskiej Chrześcijańskiej Demokracji, wchodził w skład jej Rady Narodowej. W czasie kampanii wyborczej poprzedzającej Wybory prezydenckie na Białorusi w 2010 roku należał do grupy inicjatywnej kandydata Witala Rymaszeuskiego, zbierając dla niego podpisy poparcia. W Polsce pełni funkcję przewodniczącego niezarejestrowanej organizacji Białoruska Pamięć Narodowa, zajmującej się poszukiwaniem i upamiętnianiem miejsc związanych z działaczami białoruskiej emigracji, obchodzeniem świąt narodowych, rocznic, organizowaniem imprez i manifestacji o charakterze patriotycznym itp. Jest także prezesem stowarzyszenia Związek na rzecz Demokracji w Białorusi.
Anatol Michnawiec był inicjatorem i uczestnikiem szeregu wystąpień patriotycznych poza granicami Białorusi, z których wiele miało duży oddźwięk w mediach i spotkało się z szerokim komentarzem. 3 lipca 2013 roku rozwiesił wielką biało-czerwono-białą flagę na trybunach stadionu podczas meczu hokejowego Białorusi z Czechami w Szwecji. Został wówczas siłą wyrzucony przez służby porządkowe, co wywołało oburzenie wielu dziennikarzy i polityków.

## Odznaczenia
- Medal 100-lecia Białoruskiej Republiki Ludowej – 2019[5]